# Bunkobon

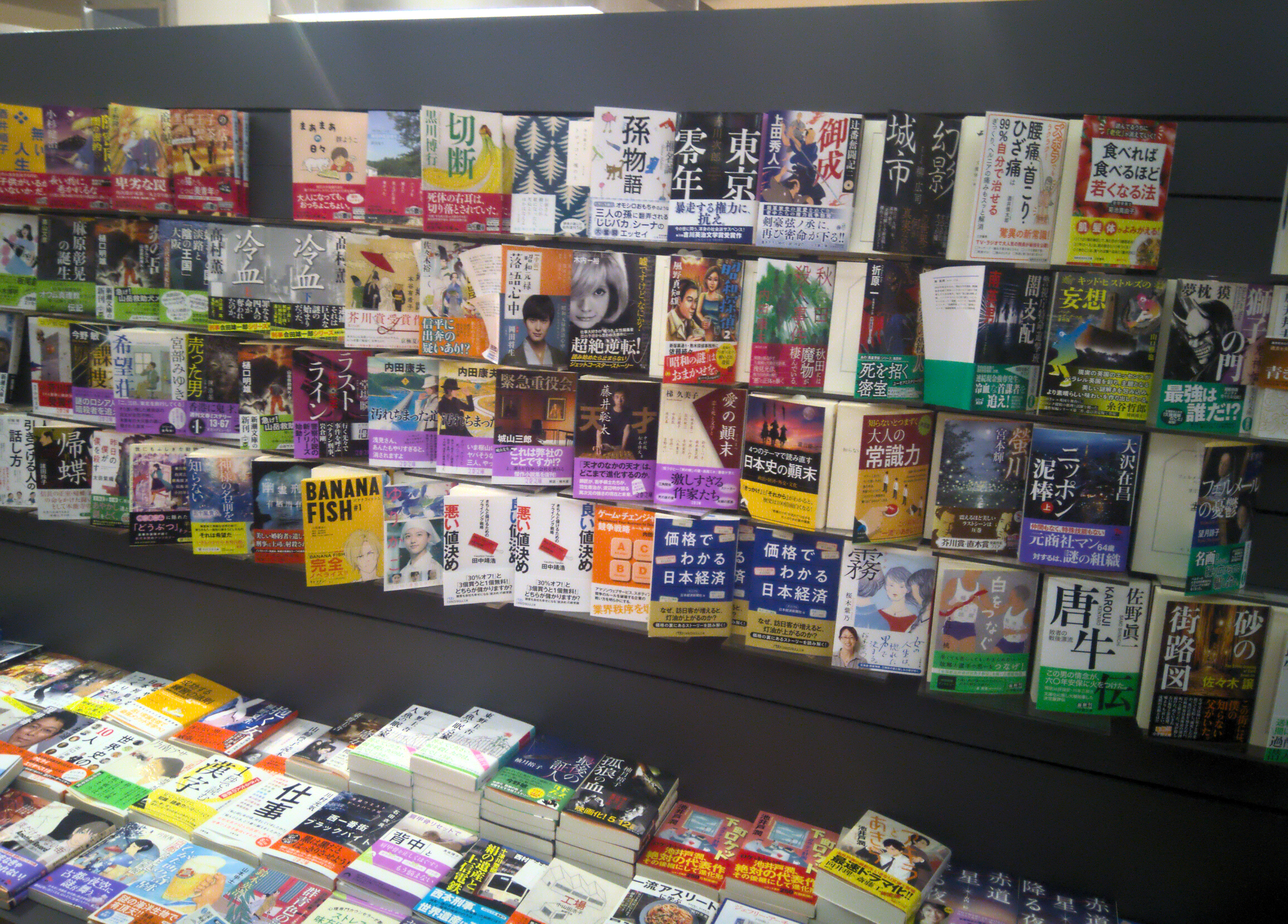
Un assortimento di bunkobon in una libreria

In Giappone, i bunkobon (文庫本?) sono dei libri tascabili, progettati per essere economici ed ergonomici.
La maggior parte dei bunkobon hanno un formato A6 (105 × 148 mm) di grandezza. A volte sono illustrati e (come altri tascabili giapponesi) di solito hanno una sovraccoperta su una semplice copertina.
Sono gli analoghi libri in brossura occidentali destinati al consumo di massa: generalmente sono edizioni meno costose di libri che sono già stati pubblicati come cartonati. Tuttavia, sono tipicamente stampati su carta resistente e rilegati in modo tale che durino nel tempo. Alcune opere vengono addirittura pubblicate inizialmente solo in formato bunkobon.